# غريغ براون
غريغ براون (بالإنجليزية: Greg Brown)‏ (31 يوليو 1978 في المملكة المتحدة - ) هو لاعب كرة قدم بريطاني في مركز الدفاع. لعب مع ماكليسفيلد تاون ونادي تشستر سيتي ونادي موركامب.

## وصلات خارجية
- غريغ براون على موقع قاعدة بيانات كرة القدم.إي يو (الإنجليزية)
- غريغ براون على موقع Soccerbase.com (لاعب) (الإنجليزية)